# مارجوري كوركوران
مارجوري كوركوران (بالإنجليزية: Marjorie Corcoran)‏ هي فيزيائية أمريكية، ولدت في 1950، وتوفيت في 3 فبراير 2017.